# Giełda Papierów Wartościowych w Atenach
Giełda Papierów Wartościowych w Atenach – giełda papierów wartościowych w Grecji zlokalizowana w Atenach.
Giełda powstała w 1876 r.
Głównym indeksem ateńskiej giełdy jest indeks Athex Composite.
Niektóre spółki akcyjne notowane na giełdzie (tiker):
- Bank of Greece(inne języki) (52)
- Alpha Bank(inne języki)
- ATEbank(inne języki)
- Attica Bank(inne języki)
- Bank of Cyprus(inne języki) (BOC)
- EFG Eurobank Ergasias (EUROB)
- Motor Oil Hellas(inne języki)
- Hellenic Petroleum (ELPE)
- Aegean Airlines (AEGN)